# Rodrigues Gavião
1. WEITERLEITUNG Carlos Alberto Rodrigues Gavião